# 노르웨이어
노르웨이어(노르웨이어: norsk 노르스크[*]; ˈnɔʂːk (도움말·정보))는 노르웨이에서 사용되는 게르만어파 언어이다. 스웨덴어·덴마크어와 함께 북게르만어군에 속한다.
현재 노르웨이에서는 보크몰(bokmål: "책말")과 뉘노르스크(nynorsk: "신(新)노르웨이어")라는 두 가지 표준 문어가 쓰인다. 보크몰은 무엇보다도 전통적인 노르웨이어 표준을 계승한 만큼 구 덴마크어의 잔재를 많이 볼 수 있으며, 뉘노르스크는 이에 대해 덴마크어의 영향이 적은 서부 방언들을 기초로 만든 새로운 표준어다. 또 보크몰과 뉘노르스크 이외에도 공식 표준어는 아니지만 릭스몰(riksmål: "나랏말")과 회위노르스크(høgnorsk: "고지(高地) 노르웨이어")라는 문어도 있는데 각각 보크몰과 뉘노르스크와 가깝지만 릭스몰은 보크몰보다, 회위노르스크는 뉘노르스크보다 보수적인 표준어다. 이 밖에 란스몰(landsmål: "시골말")로 통칭되는 각 지방의 방언들이 존재한다.
덴마크에 가까운 동부 지역에 있는 수도 오슬로에서 쓰던 글말이 릭스몰, 그 릭스몰을 표준화시킨게 보크몰이라고 보면 된다. 릭스몰과 덴마크어는 글로는 의사소통이 되지만, 말로는 의사소통이 잘 되지 않는다. 서부지역에서 쓰던 말이 회위노르스크, 회위노르스크를 표준화시킨게 뉘노르스크라고 할 수 있다. 보크몰과 뉘노르스크 둘 다 표준어이지만, 듀오링고 등 외국인의 노르웨이어 학습에서는 거의 보크몰을 가르친다.
노르웨이인들의 대다수가 말할 때 쓰는 방언은 보크몰보다 뉘노르스크에 가까움에도 불구하고 85~90%가 글을 쓸 때 보크몰 또는 릭스몰 표준을 따르고 나머지는 뉘노르스크 또는 회위노르스크 표준을 따른다. 보크몰 사용자들이 더 많고 표준어로의 역사도 더 길기 때문에 보통 노르웨이어라 하면 보크몰을 지칭한다.

## 표기 체계
노르웨이어에서 쓰이는 알파벳은 29자이다. 첫 26자는 영어에서 쓰는 로마 문자와 같고, 마지막 세 글자는 æ, ø, å이다. 또한 á, à, â, é, è, ê, ó, ò, ô와 같이 글자에 발음 구별 부호를 쓰기도 한다. 또한 발음 구별 기호가 있는 문자를 제외하면 문자 순서가 덴마크어와 동일하다.

## 같이 보기
- 노르웨이어 분쟁
- 문자 언어
- 문어 (언어)
- 보크몰
- 뉘노르스크
- 릭스몰
- 회위노르스크
- 란스몰